# Chiloglanis elisabethianus
Chiloglanis elisabethianus és una espècie de peix de la família dels mochòkids i de l'ordre dels siluriformes.
Els mascles poden assolir els 5,2 cm de llargària total.
Es troba a Àfrica: conca del riu Congo.
A la regió de Katanga es troba amenaçat per la construcció de preses, l'ús de plantes tòxiques per a pescar, la sobrepesca i l'extracció de cobalt, coure, estany i urani.